# Trichopoda pictipennis
Trichopoda pictipennis är en tvåvingeart som beskrevs av Jacques-Marie-Frangile Bigot 1876. Trichopoda pictipennis ingår i släktet Trichopoda och familjen parasitflugor. Inga underarter finns listade i Catalogue of Life.